# World Tour w siatkówce plażowej 2009
World Tour w siatkówce plażowej 2009 składał się z 14 turniejów dla mężczyzn i 16 turniejów dla kobiet organizowanych przez FIVB. Rozegrano 4 turnieje Grand Slam w Gstaad, Moskwie, Marsylii oraz Klagenfurcie. W Norwegii odbyły się Mistrzostwa Świata, które wliczały się do cyklu World Tour.

## Zawody

### Klasyfikacja turniejów
| World Championships |
| Grand Slam          |
| Open                |

### Mężczyźni
| Turniej                                                                                         | 1 miejsce                                            | 2 miejsce                             | 3 miejsce                                              | 4 miejsce                            |
| ----------------------------------------------------------------------------------------------- | ---------------------------------------------------- | ------------------------------------- | ------------------------------------------------------ | ------------------------------------ |
| Banco do Brasil presents the KIA Open Brasília, Brazylia 21 - 26 kwietnia                       | Emanuel Rego Ricardo Santos 22-20, 21-19             | Harley Marques Alison Cerutti         | Márcio Araújo Fábio Luiz Magalhães 19-21, 21-19, 15-11 | Phil Dalhausser Todd Rogers          |
| China Shanghai Open Szanghaj, Chiny 29 kwietnia - 3 maja                                        | Harley Marques Alison Cerutti 21-14, 21-15           | Pedro Cunha Pedro Solberg Salgado     | Julius Brink Jonas Reckermann 21-17, 21-9              | Kristjan Kais Rivo Vesik             |
| Foro Italico Open presented by Skipper Rzym, Włochy 12 - 17 maja                                | Julius Brink Jonas Reckermann 28-26, 20-22, 15-13    | Pedro Cunha Pedro Solberg Salgado     | Harley Marques Alison Cerutti 21-12, 23-21             | Emanuel Rego Ricardo Santos          |
| Myslowice Open Mysłowice, Polska 26 - 31 maja                                                   | Harley Marques Alison Cerutti 25-23, 21-17           | Matt Fuerbringer Casey Jennings       | Jake Gibb Sean Rosenthal 21-16, 21-19                  | Julius Brink Jonas Reckermann        |
| World Championships Stavanger, Norwegia 26 czerwca - 5 lipca                                    | Julius Brink Jonas Reckermann 21-16, 21-19           | Harley Marques Alison Cerutti         | Phil Dalhausser Todd Rogers 21-11, 21-16               | David Klemperer Eric Koreng          |
| 1to1energy Grand Slam Gstaad, Szwajcaria 7 - 12 lipca                                           | Julius Brink Jonas Reckermann 21-15, 17-21, 15-11    | Emanuel Rego Ricardo Santos           | Adrián Gavira Pablo Herrera 23-21, 14-21, 15-13        | Reinder Nummerdor Richard Schuil     |
| Grand Slam Moscow 2009 presented by SEAT Moskwa, Rosja 14 - 19 lipca                            | Julius Brink Jonas Reckermann 24-26, 21-18, 16-14    | Emanuel Rego Ricardo Santos           | Martin Laciga Jefferson Bellaguarda 21-16, 21-13       | David Klemperer Eric Koreng          |
| World Series 13 Grand Chelem Marsylia, Francja 21 - 26 lipca                                    | Phil Dalhausser Todd Rogers 21-8, 21-14              | Andrew Schacht Joshua Slack           | Julius Brink Jonas Reckermann 21-13, 23-21             | Reinder Nummerdor Richard Schuil     |
| A1 Beach Volleyball Grand Slam Presented by Volksbank Klagenfurt, Austria 28 lipca - 2 sierpnia | Phil Dalhausser Todd Rogers 21-19, 12-21, 15-12      | Harley Marques Alison Cerutti         | Reinder Nummerdor Richard Schuil 21-19, 21-17          | Dmitri Barsuk Igor Kolodinsky        |
| Mazury Open Stare Jabłonki, Polska 4 - 9 sierpnia                                               | Benjamin Insfran Pedro Solberg Salgado 23-21, 21-16  | Julius Brink Jonas Reckermann         | Adrián Gavira Pablo Herrera 22-24, 21-18, 17-15        | Harley Marques Alison Cerutti        |
| Otera Open Kristiansand, Norwegia 11 - 16 sierpnia                                              | Dmitri Barsuk Igor Kolodinsky 21-13, 21-16           | Aleksandrs Samoilovs Ruslans Sorokins | Harley Marques Alison Cerutti 21-18, 15-21, 15-8       | Andy Cès Kevin Cès                   |
| PAF Open Åland, Finlandia 18 - 23 sierpnia                                                      | Reinder Nummerdor Richard Schuil 21-23, 21-15, 15-11 | Julius Brink Jonas Reckermann         | David Klemperer Eric Koreng 21-19, 16-21, 15-13        | Ricardo Santos Pedro Solberg Salgado |
| The Hague Open Beach Volleyball 2009 Haga, Holandia 25 - 30 sierpnia                            | Reinder Nummerdor Richard Schuil 21-17, 18-21, 15-10 | Adrián Gavira Pablo Herrera           | Harley Marques Alison Cerutti 19-21, 21-14, 15-12      | Kristjan Kais Rivo Vesik             |
| Sanya Open Presented by Olympic Bay Sanya, Chiny 26 - 31 października                           | Reinder Nummerdor Richard Schuil 21-13, 21-14        | Wu Penggen Xu Linyin                  | Adrián Gavira Pablo Herrera 17-21, 21-12, 15-10        | Yury Bogatov Serguei Prokopyev       |

### Kobiety
| Turniej                                                                                         | 1 miejsce                                             | 2 miejsce                            | 3 miejsce                                          | 4 miejsce                                 |
| ----------------------------------------------------------------------------------------------- | ----------------------------------------------------- | ------------------------------------ | -------------------------------------------------- | ----------------------------------------- |
| Banco do Brasil presents the KIA Open Brasília, Brazylia 20 - 25 maja                           | Juliana Felisberta Larissa França 21-18, 21-18        | Jennifer Kessy April Ross            | Laura Ludwig Sara Niedrig 21-18, 32-30             | Nicole Branagh Elaine Youngs              |
| China Shanghai Open Szanghaj, Chiny 28 kwietnia - 2 maja                                        | Talita Antunes Maria Antonelli 21-17, 21-13           | Wang Jie Zuo Man                     | Carolina Salgado Maria Clara Salgado 21-19, 21-19  | Laura Ludwig Sara Niedrig                 |
| Keihan/SMFG Japan Open Osaka, Japonia 19 - 24 maja                                              | Juliana Felisberta Larissa França 26-24, 19-21, 18-16 | Talita Antunes Maria Antonelli       | Sanne Keizer Marleen Van Iersel 21-19, 21-18       | Angie Akers Tyra Turner                   |
| Seoul Open Seul, Korea Południowa 27 - 31 maja                                                  | Talita Antunes Maria Antonelli 22-20, 21-16           | Jennifer Kessy April Ross            | Vanilda Leão Renata Ribeiro 21-17, 20-22, 15-11    | Tereza Petrova Hana Skalníková            |
| World Championships Stavanger, Norwegia 25 czerwca - 4 lipca                                    | Jennifer Kessy April Ross 30-28, 23-21                | Juliana Felisberta Larissa França    | Talita Antunes Maria Antonelli 21-13, 21-16        | Shelda Bede Ana Paula Henkel              |
| 1to1energy Grand Slam Gstaad, Szwajcaria 6 - 11 lipca                                           | Talita Antunes Maria Antonelli 21-17, 16-21, 15-12    | Juliana Felisberta Larissa França    | Nicole Branagh Elaine Youngs 21-14, 21-17          | Shelda Bede Ana Paula Henkel              |
| Grand Slam Moscow 2009 presented by SEAT Moskwa, Rosja 13 - 18 lipca                            | Juliana Felisberta Larissa França 21-18, 21-19        | Vanilda Leão Renata Ribeiro          | Laura Ludwig Sara Niedrig 21-16, 21-18             | Katrin Holtwick Ilka Semmler              |
| World Series 13 Grand Chelem Marsylia, Francja 20 - 26 lipca                                    | Jennifer Kessy April Ross 21-16, 21-17                | Vassiliki Arvaniti Maria Tsiartsiani | Laura Ludwig Sara Niedrig 21-16, 23-21             | Talita Antunes Maria Antonelli            |
| A1 Beach Volleyball Grand Slam Presented by Volksbank Klagenfurt, Austria 27 lipca - 1 sierpnia | Juliana Felisberta Larissa França 21-12, 21-15        | Nicole Branagh Elaine Youngs         | Jennifer Kessy April Ross 21-19, 21-17             | Barbara Hansel Sara Montagnolli           |
| Mazury Open Stare Jabłonki, Polska 3 - 8 sierpnia                                               | Juliana Felisberta Larissa França 21-14, 21-16        | Louise Bawden Becchara Palmer        | Talita Antunes Maria Antonelli 21-18, 21-13        | Vivian Cunha Ângela Lavalle               |
| Otera Open Kristiansand, Norwegia 10 - 15 sierpnia                                              | Talita Antunes Maria Antonelli 21-14, 18-21, 15-12    | Doris Schwaiger Stefanie Schwaiger   | Juliana Felisberta Larissa França 21-17, 21-7      | Lenka Háječková Soňa Nováková-Dosoudilová |
| PAF Open Åland, Finlandia 17 - 22 sierpnia                                                      | Juliana Felisberta Larissa França 21-15, 28-26        | Jennifer Kessy April Ross            | Talita Antunes Maria Antonelli 21-15, 21-18        | Shelda Bede Ana Paula Henkel              |
| The Hague Open Beach Volleyball 2009 Haga, Holandia 24 - 29 sierpnia                            | Juliana Felisberta Larissa França 21-16, 21-15        | Talita Antunes Maria Antonelli       | Vivian Cunha Ângela Lavalle 21-14, 15-21, 15-11    | Xue Chen Zhang Xi                         |
| Hyundai Open Barcelona Barcelona, Hiszpania 8 - 13 września                                     | Juliana Felisberta Larissa França 21-17, 28-26        | Talita Antunes Maria Antonelli       | Jennifer Kessy April Ross 21-13, 21-19             | Angie Akers Tyra Turner                   |
| Sanya Open Presented by Olympic Bay Sanya, Chiny 27 października - 1 listopada                  | Simone Kuhn Nadine Zumkehr 17-21, 22-20, 15-13        | Jennifer Kessy April Ross            | Angie Akers Tyra Turner 21-15, 21-15               | Greta Cicolari Marta Menegatti            |
| Phuket Thailand Open Phuket, Tajlandia 3 - 8 listopada                                          | Jennifer Kessy April Ross 21-12, 21-17                | Angie Akers Tyra Turner              | Maria Prokopeva Evgeniya Ukolova 15-21, 22-20,15-9 | Lauren Fendrick Ashley Ivy Swift          |